# Sluipmoorden rond Washington

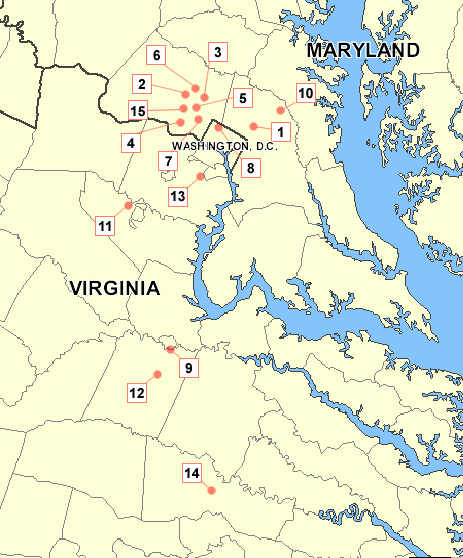
Een kaart met de plaatsen waar de moord(poging)en zijn gepleegd

De sluipmoorden rond Washington was een reeks van aanslagen door sluipschutters tussen 2 en 24 oktober 2002 in Washington D.C., Maryland en Virginia. Hierbij werden tien personen gedood en drie ernstig verwond. 
Omdat de beschietingen plaatsvonden op meerdere locaties in de nabijheid van de ringweg om Washington (de Capital Beltway) werden de aanvallen al snel de Beltway sniper attacks genoemd.

## De aanslagen
In oktober 2002 werd Washington en omgeving wekenlang opgeschrikt door moorden op willekeurige personen die benzine stonden te tanken of hun gras maaiden. Er vielen tien doden en drie gewonden. Allen werden met een enkel schot geraakt. De hoofddader, John Allen Muhammad,  werd ten slotte gearresteerd, nadat via een priester de autoriteiten attent werden gemaakt op een moord in Montgomery (Alabama). Er bleek een verband te bestaan tussen deze moord en Lee Boyd Malvo, een minderjarige immigrant uit Jamaica van wie bekend was dat hij met Muhammad optrok.
Muhammad bleek samen met Malvo te hebben geopereerd vanuit een auto. In de kofferbak was een gat gemaakt waardoorheen met een Bushmaster-scherpschuttersgeweer - de civiele versie van de M16 - kon worden geschoten terwijl de schutter in de achterbak lag. Zo konden Muhammad en Malvo onopgemerkt handelen. Het doel was afpersing; Muhammad belde meerdere malen naar de autoriteiten en eiste geld in ruil voor het stoppen van de moorden.

## Daders
Muhammad werd geboren als John Allen Williams, op 31 december 1960 in New Orleans (Louisiana).
In 1985 scheidde hij van zijn eerste vrouw, waarna hij voogd werd van hun kind. Rond die tijd bekeerde hij zich tot de islam en werd hij lid van de Nation of Islam. Een jaar later nam hij zijn nieuwe naam aan. 
Muhammed werkte vanaf 1978 als monteur, vrachtwagenchauffeur en metaalarbeider in het Amerikaanse leger. Hij viel daar op door zijn vaardigheid als sluipschutter met een M16-geweer. Muhammed vocht in 1991 mee tijdens de Golfoorlog en werd in 1994 eervol ontslagen. Hij was inmiddels opnieuw getrouwd, en had bij zijn tweede vrouw drie kinderen gekregen. In 1998 scheidde zijn tweede vrouw van hem na huiselijk geweld.
Lee Boyd Malvo,  alias John Lee Malvo, werd op 18 februari 1985 geboren op Jamaica en leefde als illegale immigrant in de Verenigde Staten toen hij met Muhammad optrok.

## Proces en veroordeling
Op 17 november 2003 werd Muhammad schuldig bevonden aan de moord op Dean Harold Meyers, aan terrorisme, aan het gebruik van een vuurwapen bij een misdrijf en aan samenzwering. Hoewel het merendeel van de moorden in Maryland gepleegd was, kozen de openbaar aanklagers ervoor om Muhammed eerst in Virginia te berechten omdat in die staat de kans op de doodstraf het grootst was (na Texas is Virginia de staat waar de meeste doodvonnissen worden uitgesproken). Begin maart 2004 veroordeelde de rechter John Allen Muhammed ter dood.
Eind 2004 werd Malvo veroordeeld tot een levenslange gevangenisstraf, zonder kans op vervroegde vrijlating.
Op 16 september 2009 werd bekendgemaakt dat Muhammed op 10 november 2009 in de staat Virginia ter dood zou worden gebracht. Het doodvonnis werd op 10 november 2009 om 21:00 uur lokale tijd uitgevoerd door middel van een dodelijke injectie.